# ФК Хал Сити
ФК Хал Сити је енглески фудбалски клуб из Кингстона на Халу. Тренутно се такмичи у Чемпионшипу, након што је у сезони 2016/17. испао из Премијер лиге. Основан је 1904. а најбољи пласман Хал Ситија у Енглеској фудбалској лиги је треће место у старој Другој лиги у сезони 1909/10 те у сезони 2007/08. Потом су се пласирали у Премијер лигу после победе над Бристол Ситијем од 1-0 у финалу плеј-офа на стадиону Вембли. Најбољи пласман у куп такмичењима је полуфинале у ФА купу из 1930.
Од 2002. клуб мечеве као домаћин игра на МКМ Стадиону у Халу. До 2002. домаћи терен је био на Бутфери парку, али након обелодањивања планова за рушење Бутфери парка, клуб се сели на садашњу локацију. Играчи наступају у традиционалној црно-наранџстој опреми, често са пругастим дизајном, чиме су стекли надимак Тигрови (енгл. The Tigers). Маскота клуба је тигар Роури.

## Историја

### Рана историја клуба
Хал Сити фудбалски је основан јуна 1904. године.Неколико година у прошлости, покушали су да постану фудбалски клуб, али ово се показало веома тешко зато што су у граду доминирали рагби тимови као што су ФК Хал и Хал Кингстон роверси. Клубска прва сезона као професионални фудбалски клуб почела је само са пријатељским мечевима зато што на датум оснивања клуба, клуб није био у могућности да се учлани у другу лигу Енглеске у фудбалу за сезону 1904—1905. Прва пријатељска игра клуба икада, се завршила резултатом 2–2 са клубом ФК Нотс Каунти 1. септембра 1904. године, док је било 6.000 гледалаца тог меча. Први мечеви тог клуба су играни на стадиону Булевар, дому рагби тима ФК Хал. Халова први такмичарски меч је био у прелиминарној рунди ФА купа са резултатом од 3–3 против екипе ФК Стокхон, 17. септембра, али је Хал био елиминисан после пораза у решаншу са 4–1, 22. септембра те исте године. После сукоба са власницима тог стадиона, Хал Сити се преместио на стадион крикетски терен Аналби роуд. После одиграних 44 пријатељских утакмица прошле сезоне, Хал Сити је коначно прихваћен у другу дивизију те фудбалске лиге у сезони 1905—1906. Други тимови који су се такмичили у тој лиги те сезоне су били: ФК Манчестер јунајтед и ФК Челси, као и ривали из Јоркшира Барнсли, Бредфорд Сити и Лидс Сити. Хал је играо против Барнслија на домаћем терену;што је била њихова прва утакмица у лиги, меч који је Хал победио са резултатом од 4–1. У међувремену, Хал је завршио ту сезону на петом месту.
Хал Сити и Гримзби таун су била једина два професионална тима која су имала званичну дозволу да играју на Божић због захтева трговине рибе. Ова традиција је сада нестала због драматичног одбијања њихових путничких флота задњих година.
Следеће сезоне Хал Сити је изградио нови терен преко пута терена за крикет. Под вођством тренером Емброуем Ленглијем, Хал је наставио да заврши на врху таблеле. Они су били врло близу промоције у сезони 1909—1910, док је то био њихов рекорд до 2008. године. Хал је био трећи, у поенима са друго-пласираним Олдхем Атлетиком, и због тога су пропустили промоцију за само 0.29 дата гола по утакмици. Хал је до Првог светског рата био на врху табеле, али је после рата тим завршио на доњем делу табеле у седам сезона испод једанаестог места, и тиме је 1930. године био релегатиран у Трећу дивизију севера.

### Средина 20-ог века
Халов највећи успех у купским такмичењима, у ФА купу и осталим, је био 1930. године, када су они стигли до полуфинала ФА купа. У трци за куп, Хал је био избачен из лиге од стране евентуалних шампиона у другој и трећој дивизији; од стране Блекпула Плајмут Аргилеа. Они су тада избацили Манчестер Сити, да би играли са Њукасл јунајтедом у четвртфиналу. Први меч на Сент Џејмс парку се завршио резултатом 1–1, али је у реваншу Хал победио Њукасл са 1–0. У полуфиланом мечу са Арсеналом, меч су играли на Еланд роуду у Лидсу, и укатмица се завршила са 2–2, и дошло је до реванша. Арсенал је избацио Хал на терену Астон Виле, са резултатом од 1–0.
После Другог светског рата, клуб се преместио на Ботфери парк. Сезоне 1948—1949, у којој је Хал предводио бивши енглески репрезентивац Рејч Картер, Хал је био шампион Треће дивизије севера. "Јо-Јоинг" између друге и треће лиге у енглеском фудбалу, Хал Сити је имао промоцијску сезону, из треће у другу дивизију, поново 1959. и 1966. године, освајајући трећу дивизију каснијих година. Хал је такође постао први тим на свету који је испао из купа на пенале, побеђен од Манчестер јунајтеда у полуфиналу Ватни купа 1. августа 1970. године. Раних 80-их, Хал Сити је био у четвртој дивизији, и финансијски прасак је довео до принудне управе.
Дон Робинсон је постао председник и прогласио Колина Аплтона као новог менаџера. Обојица су имали везе са не-лигашким клубом ФК Скарбоург. Промоција у Трећу дивизију је била 1983. године, са младим тимом, од којих ће доста енглески репрезентативци под вођством Брајана Марвуда, и будућег енглеског менаџера Стива Макларена, везни играч Били Вајтхурст, и голгетер Лес Мутри су постали део енглеске репрезентације. Када је Хал Сити пропустио промоцију за само један гол, Аплтон је напустио Хал и прешао у Сванзи Сити.

## Тренутни састав
Од 15. септембра 2018.
| Бр. |                           | Позиција | Играч            |
| --- | ------------------------- | -------- | ---------------- |
| 1   | Шкотска                   | Г        | Дејвид Маршал    |
| 2   | Сједињене Америчке Државе | О        | Ерик Лихај       |
| 3   | Чешка                     | О        | Ондреј Мазух     |
| 4   | Холандија                 | О        | Џорди де Вајс    |
| 5   | Енглеска                  | О        | Рис Бурк         |
| 6   | Енглеска                  | С        | Кевин Стјуарт    |
| 7   | Бразил                    | С        | Евандро          |
| 9   | Мали                      | Н        | Нуха Дико        |
| 10  | Шпанија                   | С        | Џон Торал        |
| 11  | Србија                    | С        | Давид Милинковић |
| 12  | Енглеска                  | Г        | Џорџ Лонг        |
| 14  | Пољска                    | С        | Камил Гросицки   |
| 15  | Енглеска                  | О        | Ангус Макдоналд  |

| Бр. |            | Позиција | Играч                      |
| --- | ---------- | -------- | -------------------------- |
| 16  | Аустралија | С        | Џексон Ирвин               |
| 17  | Енглеска   | О        | Тод Кејн                   |
| 18  | Енглеска   | С        | Данијел Бети               |
| 19  | Енглеска   | Н        | Вил Кејн                   |
| 20  | Енглеска   | Н        | Џерон Боуен                |
| 21  | Енглеска   | О        | Брандон Флеминг            |
| 22  | Норвешка   | С        | Маркус Хенриксен (капитен) |
| 23  | Шкотска    | О        | Стивен Кингсли             |
| 24  | Енглеска   | С        | Џејмс Вир                  |
| 25  | Енглеска   | Н        | Фрејзер Кемпбел            |
| 27  | Енглеска   | С        | Роби Макензи               |
| 29  | Шкотска    | Н        | Крис Мартин                |
| 35  | Енглеска   | О        | Томи Елфик                 |

### Играч године
| Година  | Победник        |
| ------- | --------------- |
| 2000/01 | Јан Гудисон     |
| 2001/02 | Гери Александер |
| 2002/03 | Стјуарт Елиот   |
| 2003/04 | Дамијен Деланеј |
| 2004/05 | Стјуарт Елиот   |
| 2005/06 | Боаз Михил      |
| 2006/07 | Енди Давсон     |
| 2007/08 | Мајкл Тарнер    |
| 2008/09 | Мајкл Тарнер    |

Освајачи по земљама:
| Држава        | Број |
| ------------- | ---- |
| Енглеска      | 4    |
| Северна Ирска | 2    |
| Ирска         | 1    |
| Велс          | 1    |
| Јамајка       | 1    |

## Тренери
Једино професионални, такмичарски мечеви се рачунају.
| Тренер          | Нац           | Време на клупи              | Г   | П   | Н   | И   | Победа % |
| --------------- | ------------- | --------------------------- | --- | --- | --- | --- | -------- |
| Џејмс Рамстер   | Енглеска      | август 1904–април 1905      | 0   | 0   | 0   | 0   | 00.00    |
| Емброуз Ленгли  | Енглеска      | април 1905–април 1913       | 318 | 143 | 67  | 108 | 44.96    |
| Хари Чапман     | Енглеска      | април 1913–септембар 1914   | 45  | 20  | 10  | 15  | 44.44    |
| Фред Стрингер   | Енглеска      | септембар 1914–јул 1916     | 43  | 22  | 6   | 15  | 51.16    |
| Давид Мениез    | Енглеска      | јул 1916–јун 1921           | 90  | 31  | 27  | 32  | 34.44    |
| Перси Левис     | Енглеска      | јул 1921–јануар 1923        | 71  | 27  | 18  | 26  | 38.02    |
| Били МекКракен  | Северна Ирска | фебруар 1923–мај 1931       | 375 | 134 | 104 | 137 | 35.73    |
| Хејдн Грин      | Енглеска      | мај 1931–март 1934          | 123 | 61  | 24  | 38  | 49.59    |
| Џек Хил         | Енглеска      | март 1934–јануар 1936       | 77  | 24  | 15  | 38  | 31.16    |
| Давид Мениез    | Енглеска      | фебруар 1936–октобар 1936   | 24  | 5   | 8   | 11  | 20.83    |
| Ернест Блекбурн | Енглеска      | децембар 1936–јануар 1946   | 117 | 50  | 31  | 36  | 42.73    |
| Френк Бакли     | Енглеска      | мај 1946–март 1948          | 80  | 33  | 19  | 28  | 41.25    |
| Рејч Картер     | Енглеска      | март 1948–септембар 1951    | 157 | 74  | 41  | 42  | 47.13    |
| Боб Џексон      | Енглеска      | јун 1952–март 1955          | 123 | 42  | 26  | 55  | 34.14    |
| Боб Бруклбанк   | Енглеска      | март 1955–мај 1961          | 302 | 113 | 71  | 118 | 37.41    |
| Клиф Бритон     | Енглеска      | јул 1961–новембар 1969      | 406 | 170 | 101 | 135 | 41.87    |
| Тери Нејл       | Северна Ирска | јун 1970–септембар 1974     | 174 | 61  | 55  | 58  | 35.05    |
| Џон Кеј         | Енглеска      | септембар 1974–октобар 1977 | 126 | 40  | 40  | 46  | 31.74    |
| Боби Колинс     | Шкотска       | октобар 1977–фебруар 1978   | 19  | 4   | 7   | 8   | 21.05    |
| Кен Хаугтон     | Енглеска      | април 1978–децембар 1979    | 72  | 23  | 22  | 27  | 31.94    |
| Мајк Смит       | Енглеска      | децембар 1979–март 1982     | 99  | 27  | 29  | 43  | 27.27    |
| Боби Браун      | Шкотска       | март 1982–јун 1982          | 19  | 10  | 4   | 5   | 52.63    |
| Колин Апелтон   | Енглеска      | јун 1982–мај 1984           | 91  | 47  | 29  | 15  | 51.64    |
| Брајан Хортон   | Енглеска      | јун 1984–април 1988         | 195 | 77  | 58  | 60  | 39.48    |
| Еди Греј        | Шкотска       | јун 1988–мај 1989           | 51  | 13  | 14  | 24  | 25.49    |
| Колин Апелтон   | Енглеска      | мај 1989–октобар 1989       | 16  | 1   | 8   | 7   | 6.25     |
| Стен Тернет     | Енглеска      | новембар 1989–јануар 1991   | 62  | 19  | 15  | 28  | 30.64    |
| Тери Долан      | Енглеска      | јануар 1991–јул 1997        | 322 | 99  | 96  | 127 | 30.74    |
| Марк Хетлеј     | Енглеска      | јул 1997–новембар 1998      | 76  | 17  | 14  | 45  | 22.36    |
| Верен Џорс      | Енглеска      | новембар 1998–април 2000    | 86  | 33  | 25  | 28  | 38.37    |
| Били Расел      | Шкотска       | април 2000                  | 2   | 0   | 0   | 2   | 00.00    |
| Брајан Литл     | Енглеска      | април 2000–фебруар 2002     | 97  | 41  | 28  | 28  | 42.26    |
| Били Расел      | Шкотска       | фебруар 2002–април 2002     | 7   | 1   | 1   | 5   | 14.28    |
| Јан Мелби       | Данска        | април 2002–октобар 2002     | 17  | 2   | 8   | 7   | 11.76    |
| Били Расел      | Шкотска       | октобар 2002                | 1   | 1   | 0   | 0   | 100.00   |
| Петер Телјор    | Енглеска      | октобар 2002–јун 2006       | 184 | 77  | 50  | 57  | 41.84    |
| Фил Паркинсон   | Енглеска      | јун 2006–децембар 2006      | 24  | 5   | 6   | 13  | 20.83    |
| Фил Браун       | Енглеска      | децембар 2006–март 2010     | 128 | 47  | 31  | 50  | 36.72    |
| Ијан Дови†      | Северна Ирска | март 2010 – јун 2010        | 9   | 1   | 3   | 5   | 11.11    |
| Најџел Пирсон   | Енглеска      | јун 2010 – новембар 2011    | 64  | 23  | 20  | 21  | 35.94    |
| Ник Бармби      | Енглеска      | новембар 2011 –мај 2012     | 33  | 13  | 8   | 12  | 39.39    |
| Стив Брус       | Енглеска      | јун 2012 – до данас         | 51  | 25  | 9   | 17  | 49.02    |